# Dimitrios Chondrokoukis
Dimitrios Chondrokoukis, född 26 januari 1988, är en grekisk friidrottare som tävlar i höjdhopp. 